# Виноградов, Владимир Самойлович
Виноградов Владимир Самойлович (21 декабря 1909  [3 января 1910], Марьяновка, Екатеринославская губерния — октябрь 1994, Москва) — советский хозяйственный деятель в горнорудной промышленности, заместитель министра чёрной металлургии СССР. Почётный гражданин Кривого Рога (1975).

## Биография
Родился 21 декабря 1909 года (3 января 1910) в селе Марьяновка Верхнеднепровского уезда Екатеринославской губернии (ныне в Пятихатском районе Днепропетровской области) в крестьянской семье.
В 1931 году окончил рабфак, поступил в Криворожский горнорудный институт, который окончил в 1936 году, горный инженер. С 1936 года работал в рудоуправлении «Большевик» (Кривой Рог) — начальник участка горно-капитальных работ, начальник шахты, заведующий горными работами, потом — главный инженер в рудоуправлении имени Карла Либкнехта.
В начале Великой Отечественной войны эвакуирован в Златоуст.
В 1941—1947 годах — главный инженер, управляющий Златоустовским рудоуправлением треста «Уралруда» (Челябинская область). В 1947—1950 годах — управляющий трестом «Уралруда».
Вернулся в Кривой Рог в 1950 году. В 1950—1955 годах — на руководящих инженерных должностях в Кривом Роге, работал главным инженером, управляющим трестом «Ленинруда».
В 1955—1965 годах — заместитель министра чёрной металлургии УССР. С 1955 года — начальник управления горнодобывающей промышленности, в 1957—1965 годах — заместитель председателя Днепропетровского совнархоза.
С 1965 года — заместитель министра чёрной металлургии СССР.
В 1965—1967 годах входил в состав комитета по присуждению Ленинских премий. Был членом Межведомственного совета по взрывному делу а СССР.
Член КПСС с 1931 года. Избирался членом Кусинского районного комитета КПСС.
Руководил строительством Центрального, Южного и Ингулецкого горно-обогатительных комбинатов в Кривом Роге, способствовал строительству криворожского государственного цирка, аэропорта, скоростного трамвая.
Закончил трудовую деятельность в должности заместителя министра чёрной металлургии СССР, находясь на пенсии передавал молодому поколению трудовой опыт и знания.
Умер в октябре 1994 года в Москве.

## Награды
- Государственная премия СССР (1983) — за создание научных основ рационального извлечения запасов твёрдых полезных ископаемых и внедрение результатов в горную промышленность;
- Орден Октябрьской Революции;
- Орден Ленина;
- трижды Орден Трудового Красного Знамени;
- Орден «Знак Почёта»;
- Почётный гражданин Кривого Рога (25.03.1975);
- знак «Шахтёрская слава» 1—3-й степени;
- диплом за книгу «Руда и Люди».

## Память
Именем названа улица в Покровском районе Кривого Рога.